# Севно (Ново Место)
Севно (словен. Sevno) је насељено место у општини Ново Место, регија Југоисточна Словенија, Словенија.

## Историја
До територијалне реорганизације у Словенији било је у саставу старе општине Ново Место.

## Становништво
У попису становништва из 2011. године, Севно је имало 75 становника.
| Број становника према пописима | Број становника према пописима | Број становника према пописима |
| ------------------------------ | ------------------------------ | ------------------------------ |
| 1991                           | 2002                           | 2011                           |
| 70                             | 69                             | 75                             |

Напомена: До 1993. исказивано под именом Севно на Тршки гори. Године 2001. извршена је мала размена територије између насеља Ново Место и Севно, Године 2002. између насеља Севно и Тршка Гора, а 2010. године између насеља Долење Камење, Пречна, Севно, Чешча вас и Чрмошњица при Стопичах.